# Gershon Swet
Gershon Swet (geboren 1. Januar 1893 in Schpola, Russisches Kaiserreich; gestorben 19. Juli 1968 in New York City) war ein israelischer Journalist und Musikkritiker.

## Leben
Gershon Swet war ein Sohn des Mendel Swet und der Sara Ostrovsky. Swet war russischer Soldat im Ersten Weltkrieg und studierte ab 1917 in Kiew. Während des Bürgerkriegs floh er nach Bessarabien. Er ging 1921 nach Berlin, wo er unter anderem als Korrespondent für die jiddische Zeitung Moment aus Warschau, die hebräische Zeitung Haaretz aus Jerusalem und für Zeitungen aus Lettland arbeitete. Swet schrieb  über Fragen der politischen und sozialen Identität der europäischen Juden, er schrieb auch Kritiken über das Berliner Musikleben.
Swet heiratete 1932 Judith Wahl. Nach der Machtergreifung der Nationalsozialisten in Deutschland emigrierten sie nach Frankreich und 1935 nach Palästina, wo Swet in der Redaktion von Haaretz arbeitete. Daneben wurde er 1938 Schriftleiter der Zeitschrift Musica Hebraica und ab 1940 Vorsitzender des Journalistenverbandes von Jerusalem.
Swet ging 1947 als Korrespondent der Haaretz zur UNO nach New York City und arbeitete in New York für das Pressebüro der Jewish Agency. Er schrieb für verschiedene jüdische Zeitungen und Zeitschriften, wie Jedi’ot Acharonot in Tel Aviv, Novoye Russkoye Slovo, Aufbau und Hadoar, alle in New York, und La Pensée Russe in Paris, und produzierte Radiobeiträge.